# Jacques-Ernest Bulloz
Cet article possède un paronyme, voir Buloz.
Jacques-Ernest Bulloz, né le 20 avril 1858 à Paris, où il est mort le 5 mars 1942, est un photographe, éditeur et homme politique français.

## Biographie
Il était spécialisé dans le domaine de l'Art et de la muséographie en même temps qu'un grand vulgarisateur.
Il fut chargé de missions par le ministère de l'Instruction publique, notamment en Angleterre et aux États-Unis. Il a contribué à la diffusion de l'Art français à l'étranger. Il a participé à l'organisation du Musée d'Art français de São Paulo (Brésil) en 1913 et à celle du Musée français de Montréal (Canada) en 1922.
Il a photographié et publié quantité de monuments et de collections muséographiques dont le Trésor d'art flamand de Belgique et a continué l'inventaire photographique de l'art en France. Outre les artistes de son temps et leurs œuvres, il était un des photographes d'Auguste Rodin et de Claude Monet.
Son idéal parait avoir été la vulgarisation et il donnait des conférences appuyées par des projections de vues lumineuses.
Il est donc naturel qu'il en soit venu à éditer des cartes postales, média idéal pour la vulgarisation des œuvres des grands artistes.
Nommé adjoint au maire du 6e arrondissement de Paris le 2 aout 1917 puis maire de cet arrondissement de Paris de 1936. Il est officier de la Légion d'honneur en 1931.

## Distinctions
- Officier de la Légion d'honneur

## Galerie

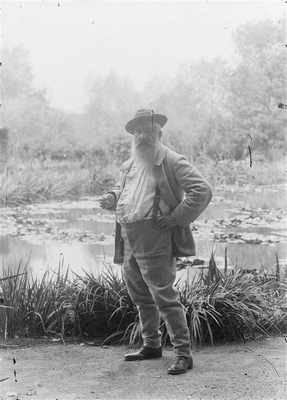
Claude Monet près du bassin aux nymphéas à Giverny.
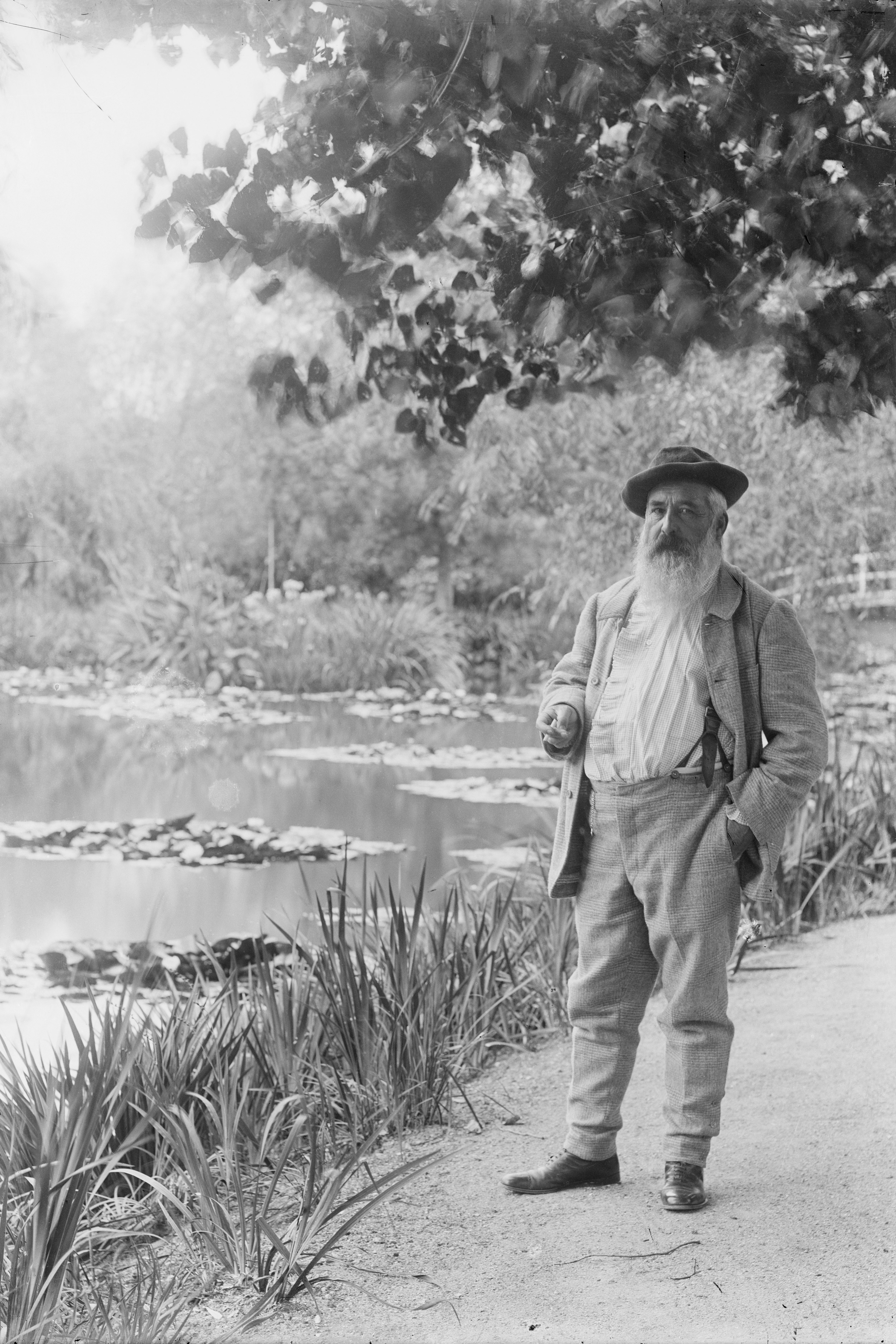
Claude Monet devant le bassin aux nymphéas à Giverny.
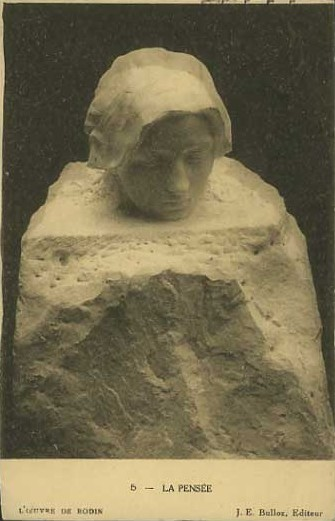
La pensée sculpture de Auguste Rodin.
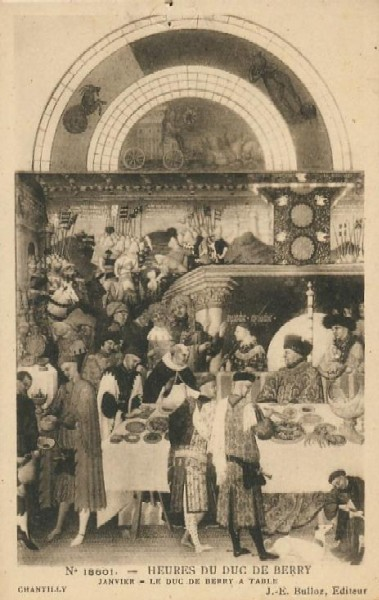
Janvier dans Les Très Riches Heures du duc de Berry.
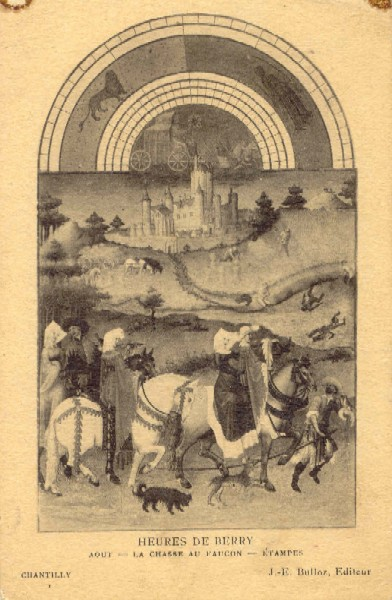
Août dans Les Très Riches Heures du duc de Berry.